# Friedrich W. Herberg
Friedrich W. Herberg (* 1960 in Herbede) ist ein deutscher Biochemiker.

## Leben
Herberg wurde 1960 im westfälischen Herbede geboren. Er studierte von 1979 bis 1986 Chemie, Biologie und Evangelische Theologie an der Ruhr-Universität Bochum. 1990 promovierte er an der Medizinischen Fakultät der Ruhr-University Bochum in Physiologischer Chemie zum Dr. rer. nat. über die Myotom-Membranen des Lanzettfischchens Branchiostoma lanceolatum. In der Folge war er an der University of California, San Diego, und wiederum an der Ruhr-Universität Bochum als Wissenschaftler tätig. 1998 gewann er den Bennigsen-Foerder-Preis des Landes Nordrhein-Westfalen. 1999 wurde er habilitiert, und es wurde Herberg die Lehrberechtigung in Physiologischer Chemie erteilt. Seit 2002 ist er Professor für Biochemie an der Universität Kassel.
Schwerpunkte seiner Forschungsarbeiten sind cAMP-abhängige Proteinkinasen und die damit verbundene komplexe zelluläre Signaltransduktion.
Neben seiner Tätigkeit als Wissenschaftler gründete er im Jahr 2000 die Biaffin Zimmermann & Herberg GbR als Spin-off der Ruhr-Universität Bochum. Die Rechtsform der Gesellschaft wurde 2001 in eine GmbH & Co. KG geändert.